# Bakersfield (Californie)
Pour les articles homonymes, voir Bakersfield.
Bakersfield est une ville du sud de l'État de Californie, aux États-Unis. C'est le siège du comté de Kern. Sa population était de 403 455 habitants en 2020 selon le recensement. C'est une des grandes villes les plus dynamiques des États-Unis en termes d'évolution de la population ainsi que l'une des plus polluées.

## Histoire
Les Amérindiens[Lesquels ?] furent les premiers occupants de la vallée de San Joaquin, il y a quelque 8 000 ans.
En 1776, le missionnaire espagnol Père Francisco Garcés fut le premier Européen à atteindre cette région. En 1851, de l'or fut découvert dans la Kern River, et en 1865 la première découverte du pétrole fut faite dans la vallée. Les colonies s'agrandirent et la zone fut bientôt connue sous le nom de "Colonel Baker's field", d'après le nom d'un des colons locaux. Lorsque celui-ci se vit confier la tâche de constituer un village, le nom officiel de celui-ci fut "Bakersfield".
Le hameau continua à prospérer et atteignit la population d'à peu près 300 habitants en 1869, de 800 en 1871. Les inondations de 1867 et 1893 et les incendies de 1889 et 1919 ne renversèrent pas cette tendance. Le 27 mai 1898 la ligne de chemin de fer de la San Joaquin Valley arriva à Bakersfield, ce qui donna une grande impulsion à la population de la ville. Puis, dans les années 1930, le Dust Bowl apporta des flux de travailleurs depuis les Grandes Plaines, l'Arkansas et l'Oklahoma. Ceux-ci contribuèrent au développement de l'agriculture et de l'industrie du pétrole. Les années suivantes, le travail agricole fut majoritairement assuré par des immigrants mexicains. Dans les années 1960, César Chávez mena une lutte dans le but d'améliorer leurs conditions de travail.
Le grand tremblement de terre du 21 juillet 1952 changea l'apparence de la ville, qui se couvrit d'immeubles.
En 1965, un campus du système de l'université d'État de Californie ouvrit à Bakersfield. 7 700 étudiants le fréquentent actuellement, surtout dans les domaines des affaires et de l'administration.
Dans la soirée du 7 mai 2013, David S. Silva est décédé à Bakersfield, en Californie. Après son décès, des allégations ont été soulevées selon lesquelles les membres du bureau du shérif du comté de Kern qui ont rencontré Silva ce soir-là auraient fait preuve d’une force déraisonnable pour le maîtriser. L’affaire a été renvoyée à la section pénale de la division des droits civils du département de la Justice des États-Unis et au bureau du procureur des États-Unis pour le district est de la Californie, afin qu’ils évaluent si les éléments de preuve et les circonstances de la mort de M. Silva établissaient une violation des lois fédérales sur les droits civils en matière pénale.
Après avoir examiné attentivement les éléments de preuve, la division des droits civils et le bureau du procureur des États-Unis ont déterminé qu’il n’y avait pas suffisamment de preuves pour justifier une poursuite pénale fédérale, ce qui doit être prouvé au-delà de tout doute raisonnable. Par conséquent, l’enquête fédérale sur cette affaire est terminée.

## Géographie
Bakersfield est située à approximativement 160 km au nord de Los Angeles et 500 km au sud-est de Sacramento, la capitale de l'État. Elle se trouve au sud de la vallée de San Joaquin et au nord des monts Tehachapi.

## Climat
| Mois                              | jan. | fév. | mars | avril | mai  | juin | jui. | août | sep. | oct. | nov. | déc. | année |
| --------------------------------- | ---- | ---- | ---- | ----- | ---- | ---- | ---- | ---- | ---- | ---- | ---- | ---- | ----- |
| Température minimale moyenne (°C) | 4,1  | 5,8  | 8,1  | 10,1  | 14,2 | 17,9 | 21,4 | 20,6 | 17,8 | 12,8 | 7    | 3,9  | 11,9  |
| Température maximale moyenne (°C) | 13,4 | 17,1 | 20,4 | 23,9  | 28,6 | 32,7 | 36,2 | 35,4 | 32,2 | 26,3 | 18,7 | 13,7 | 24,9  |
| Record de froid (°C)              | −11  | −7   | −7   | −2    | 1    | 3    | 7    | 7    | −1   | −2   | −6   | −11  | −11   |
| Record de chaleur (°C)            | 28   | 31   | 34   | 38    | 43   | 46   | 48   | 47   | 44   | 40   | 35   | 31   | 48    |
| Précipitations (mm)               | 29   | 31   | 31   | 13    | 5    | 2    | 0    | 1    | 2    | 8    | 16   | 26   | 164   |

## Démographie
| Groupe            | Bakersfield | Californie | États-Unis |
| ----------------- | ----------- | ---------- | ---------- |
| Blancs            | 56,8        | 57,6       | 72,4       |
| Autres            | 22,4        | 17,0       | 6,2        |
| Afro-Américains   | 8,2         | 6,2        | 12,6       |
| Asiatiques        | 6,2         | 13,1       | 4,8        |
| Métis             | 2,4         | 4,9        | 2,9        |
| Amérindiens       | 1,5         | 1,0        | 0,9        |
| Océaniens         | 0,1         | 0,4        | 0,2        |
| Total             | 100         | 100        | 100        |
|                   |             |            |            |
| Latino-Américains | 45,5        | 37,6       | 16,7       |

Selon l'American Community Survey, pour la période 2011-2015, 60,53 % de la population âgée de plus de 5 ans déclare parler l'anglais à la maison, 32,40 % déclare parler l'espagnol, 1,31 % le tagalog, 0,56 % l'arabe, 0,51 % une langue chinoise et 4,70 % une autre langue.
La ville abrite la plus grande communauté basque des Etats-Unis. La ville est d’ailleurs jumelée avec Saint-Jean-de-Luz depuis 2014. 
| 1880 | 1890  | 1900  | 1910   | 1920   | 1930   |
| ---- | ----- | ----- | ------ | ------ | ------ |
| 801  | 2 626 | 4 836 | 12 727 | 18 638 | 26 015 |

| 1940   | 1950   | 1960   | 1970   | 1980    | 1990    |
| ------ | ------ | ------ | ------ | ------- | ------- |
| 29 252 | 34 784 | 56 848 | 69 515 | 105 611 | 174 820 |

| 2000    | 2010    | 2020    | - | - | - |
| ------- | ------- | ------- | - | - | - |
| 247 057 | 347 483 | 403 455 | - | - | - |

## Jumelages
- Wakayama (Japon) depuis 1961
- Minsk (Biélorussie) depuis 1995
- Cixi (Chine) depuis 1996
- Santiago de Querétaro (Mexique) depuis 2005
- Bucheon (Corée du Sud) depuis 2006
- Amritsar (Inde) depuis 2011

## Économie

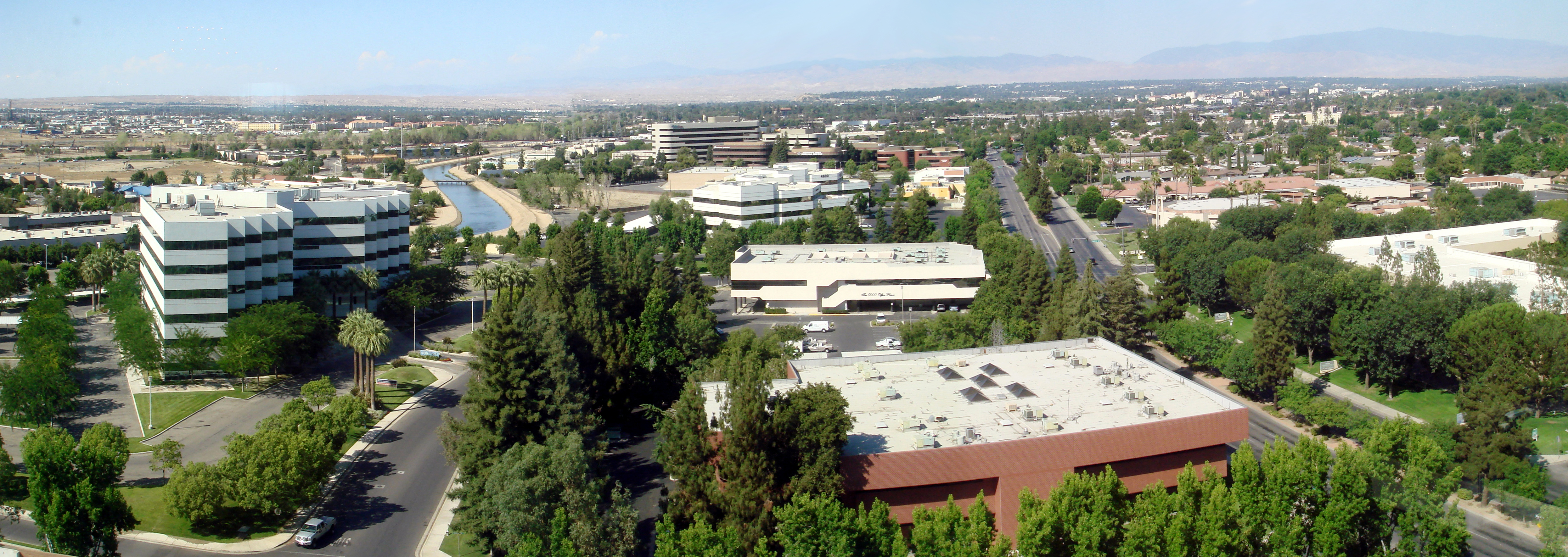
Vue panoramique de Bakersfield en 2008

L'économie de Bakersfield est dominée par l'agriculture, le pétrole et le raffinage.
Bakersfield possède un aéroport (Meadows Field, code AITA : BFL).

## Arts et culture
- Le chanteur de musique country Merle Haggard en est originaire.
- Le groupe de métal Korn en est originaire.
- Le groupe de métal Adema en est originaire.
- Le chanteur de jazz/soul Gregory Porter y a grandi.
- Le skateur Devine Calloway en est originaire.
- La ville apparaît dans le jeu vidéo Grand Theft Auto: San Andreas sous le nom de Palomino Creek. Elle réapparaît dans Grand Theft Auto V sous le nom de Grapeseed.
- Les ruines de Bakersfield forment l'emplacement de Necropolis, dans la série de jeu vidéo Fallout.
- Dans le film Seul au monde, Tom Hanks lis Bakersfield sur la paroi qui lui servira de voile pour s'échapper de son île.